# 詹姆斯·馬斯登
詹姆斯·保羅·馬斯登（英語：James Paul Marsden，1973年9月18日—）早期是凡賽斯（Versace）公司的模特兒，現任為美國演員。廣為人知的電影角色為《X戰警》系列中的獨眼龍 (漫威漫畫)史考特·桑瑪斯（Scott Summers），近期出演著名電影有《超人再起》、《髮膠明星夢》、《曼哈頓奇緣》、《百萬殺人實驗》、《27件禮服的秘密》和《兩槍斃命》。2016年，開始主演HBO熱門影集《西方極樂園》，2018年，回歸演出第二季，2019年起，他擔任改編自由SEGA出品的電子遊戲的真人動畫電影系列《音速小子》男主角湯姆·華卓斯基。

## 生平
詹姆斯·馬斯登出生於奧克拉荷馬州，父親是動物研究教授，在美國堪薩斯州立大學任教，母親是營養學家，九歲時已與父親離婚。馬斯登另有四位兄弟姐妹，兩名妹妹與兩名弟弟。他自美國奧克拉荷馬州的 Putnam City North 高中畢業，就讀奧克拉荷馬州立大學的廣播新聞學系。馬斯登一年半後離開學校，搬至洛杉磯追求演藝事業。

## 演藝事業
首次亮相和早期職業生涯（1994-2003）
馬斯登的第一份工作是在“《天才保姆》”中的飾演艾迪（Eddie）。然後，他繼續在加拿大電視連續劇“《Boogies Diner》”中演出，演出了一季。隨著該系列的結束，他開始主演其他電視節目，如“《Saved by the Bell: The New Class》”和“《五口之家》”。他後來出演ABC節目“《Second Noah》”。他隨後又出演“《恐怖怪譚》”的男主角史提夫(Steve Clark)，並與凱蒂·荷姆斯合作。他還出現在電視連續劇“《艾莉的異想世界》”中，為第5季上半場的主要演員之一，他還展現了他的歌唱能力。
2000年，馬斯登在“《X戰警》”中扮演“獨眼龍”史考特·桑瑪斯（Scott Summers），因這部片也讓他爆紅。但在第三部“《X戰警：最後戰役》”戲中快速被賜死，主因在於拍攝碰上《超人再起》（Superman Returns）的檔期衝突，在電影中飾演著露薏絲的未婚夫，理察·華特。引起了影迷們的爭議，因為馬斯登在電影中對“獨眼龍”的演出非常受歡迎。2014年，馬斯登在“《X戰警：未來昔日》”(X-Men：Days of Future Past)重新客串“獨眼龍”史考特·桑瑪斯的角色，包括“琴·葛雷”（Jean Grey）芳姬·詹森(Famke Janssen)也客串在片中。
喜劇電影的突破（2004-11）
2004年，馬斯登與雷恩·葛斯林、瑞秋·麥亞當斯在“《手札情緣》”（The Notebook）共同主演，改編自尼可拉斯·史派克1996年同名小說，由尼克·凱薩維茲執導。2007年，馬斯登出演著名的百老匯音樂劇改編電影“《髮膠明星夢》”(Hairspray)並飾演柯尼·科林（Corny Collins），該片改編自1988年由約翰·華特斯執導的同名電影。在影片中，他演唱了兩首歌曲，“The Nicest Kids in Town ”和“(It's) Hairspray”。歌曲受到廣泛讚譽，“(It's) Hairspray”至今已在美國售出超過1,200,000份，並獲得了RIAA的白金認證。他的下一個角色是在迪士尼真人動畫童話電影“《曼哈頓奇緣》”（Enchanted）中飾演愛德華王子。他在電影開頭與艾美·亞當斯合唱了一首歌。“《曼哈頓奇緣》”受到了極大的好評並也獲得了商業上的成功，在票房收入超過3.4億美元。
馬斯登在2007年“《髮膠明星夢》”和“《曼哈頓奇緣》”的成功後，馬斯登在2008年的“《27件禮服的秘密》”（27 Dresses）與凱薩琳·海格主演，全球票房$1.6億美元全球的收入。他還出演了青少年喜劇“性愛之旅”。這部電影取得了一定的成功，馬斯登的演出表現也受到了極大的讚揚。馬斯登還因在“《曼哈頓奇緣》”和“《27件禮服的秘密》”中的角色而獲得了青少年選擇獎提名。
2009年，馬斯登在電影“《百萬殺人實驗》”(The Box)中飾演男主角亞瑟‧路易斯(Arthur Lewis)，與卡麥蓉·狄亞（Cameron Diaz）合作，並與《超人再起》聯合主演弗蘭克·蘭格拉（Frank Langella）重聚。2010年，馬斯登出演喜劇“《新超完美告別》”，改編2007年英國同名電影，與克里斯·洛克，盧克·威爾遜，丹尼·葛洛佛共同主演。
2011年，馬斯登出現在一部以復活節為主題的喜劇“《開運兔》”（Hop），雖然這部電影被認為是商業上的成功，全球票房收入1.86億美元，但“《開運兔》”一般都收到負面評論。接著，馬斯登演出“《暴力正義》”，翻拍1971年電影， 馬斯登飾演了達斯汀·霍夫曼在原作中所扮演的角色。並與《超人再起》聯合主演凱特·柏絲沃重聚。這部電影獲得了不同的評論，並最終成為票房炸彈。
過渡期，獨立電影，新的代表作（2012年至今）
在2012年和2013年，馬斯登在“《超級製作人》”（30 Rock）的第六和第七季中出現了一個反復出現的角色，演出了系列主角Liz Lemon的男朋友（後來的丈夫）Criss Chros。他還出演了幾部獨立電影，包括，《伴娘HOLD不住》（Bachelorette）等。2013年，他與丹佐·華盛頓和馬克·華柏格合作主演了動作片“《兩槍斃命》”(2 Guns)。不久之後，他演出美國歷史劇情片“《白宮第一管家》”（The Butler），由李·丹尼爾斯執導，馬斯登飾演約翰·甘迺迪總統。並獲得好評。馬斯登在“《銀幕大角頭2：傳奇再續》”(Anchorman 2: The Legend Continues)中扮演威爾·法洛的競爭記者傑克·萊姆。2014年，他八年來第一次在“《X戰警：未來昔日》”(X-Men：Days of Future Past)重新客串“獨眼龍”史考特·桑瑪斯的角色。他還出演 “《有你，生命最完整》	”(The Best of Me)，取代因車禍已故的保羅·沃克擔任主角。2016年，開始主演HBO熱門影集“《西方極樂園》”中的泰迪·弗拉德(Teddy Flood)，2018年，回歸演出第二季。
2018年9月，宣布馬斯登在Netflix黑暗喜劇系列“《Dead to Me》”中扮演史蒂夫伍德，2019年，他擔任改編自由SEGA出品的電子遊戲《音速小子系列》的電影《音速小子》男主角湯姆·華卓斯基。

## 個人生活
馬斯登於2000年7月22日與Dennis Linde的女兒Mary Elizabeth“Lisa”Linde結婚，並有兩個孩子，兒子，2001年出生，女兒，2005年出生。2011年9月23日Lisa申請離婚。
另有一個兒子出生於2012年，前女友巴西模特Rose Costa是孩子的母親。

## 作品

### 电影
| 年   | 片名                   | 片名                                     | 角色                                             | 注     |
| 年   | 译名                   | 原名                                     | 角色                                             | 注     |
| ---- | ---------------------- | ---------------------------------------- | ------------------------------------------------ | ------ |
| 1998 | 恐怖怪谭               | Disturbing Behavior                      | 史提夫 / Steve Clark                             |        |
| 2000 | 致命八卦站             | Gossip                                   | 迪瑞克 / Derrick Webb                            |        |
| 2000 | X戰警                  | X-Men                                    | 史考特·桑瑪斯／獨眼龍                            |        |
| 2001 | 辣妹抢银行             | Sugar & Spice                            | 杰克 / Jack Bartlett                             |        |
| 2001 | 名模大间谍             | Zoolander                                | 约翰·威尔克斯·布斯 / John Wilkes Booth           |        |
| 2002 | 神采公路               | Interstate 60                            | 尼尔 / Neal Oliver                               |        |
| 2003 | X戰警2                 | X-Men 2                                  | 史考特·桑瑪斯／獨眼龍                            |        |
| 2004 | 第二十四日             | The 24th Day                             | 丹 / Dan                                         |        |
| 2004 | 手札情缘               | The Notebook                             | 朗恩 Lon Hammond Jr.                             |        |
| 2004 |                        | Heights                                  | 强纳森 / Jonathan                                |        |
| 2006 | 第十大道和狼           | 10th & Wolf                              | 汤米 / Tommy                                     |        |
| 2006 | 借口                   | The Alibi                                | 温德利 / Wendell Hatch                           |        |
| 2006 | X战警3：最后之战       | X-Men: The Last Stand                    | 史考特·桑瑪斯／獨眼龍                            |        |
| 2006 | 超人再起               | Superman Returns                         | 理察华特 / Richard White                         |        |
| 2006 | 柯南:红钉              | Conan: Red Nails                         | Techotl                                          | 配音   |
| 2007 | 髮膠明星夢             | Hairspray                                | 康尼 / Corny Collins                             |        |
| 2007 | 曼哈頓奇緣             | Enchanted                                | 爱德华王子 / Prince Edward                       |        |
| 2008 | 27件禮服的秘密         | 27 Dresses                               | 凯文 / Kevin Doyle                               |        |
| 2008 | 性愛之旅               | Sex Drive                                | Rex Lafferty                                     |        |
| 2009 | 百萬殺人實驗           | The Box                                  | 亞瑟路易斯 / Arthur Lewis                        |        |
| 2010 | 新超完美告別           | Death at a Funeral                       | 奧斯卡 / Oscar                                   |        |
| 2010 | 貓狗大戰：珍珠貓大反撲 | Cats & Dogs: The Revenge of Kitty Galore | 狄哥 / Diggs                                     | 配音   |
| 2011 | 開運兔                 | Hop                                      | 佛瑞德/Fred O'Hare                               |        |
| 2011 | 暴力正義               | Straw Dogs                               | 大衛/David                                       |        |
| 2013 | 白宮管家               | The Butler                               | 約翰·甘迺迪                                      |        |
| 2013 | 2槍斃命                | 2 Guns                                   | Harold "Harvey" Quince                           |        |
| 2013 | 銀幕大角頭2：傳奇再續  | Anchorman 2: The Legend Continues        | Jack Lime                                        |        |
| 2014 | 姐姐我醉大             | Walk of Shame                            | 葛登/Gordon                                      |        |
| 2014 | 有你，生命最完整       | The Best of Me                           | 道森/Dawson                                      |        |
| 2014 | X戰警：未來昔日        | X-Men: Days of Future Past               | 史考特·桑瑪斯／獨眼龍                            | 客串   |
| 2014 | 歡迎來到我的世界       | Welcome to Me                            | Rich                                             |        |
| 2014 | 閣樓殺機               | The Loft                                 | 克里斯/Chris Vanowen                             |        |
| 2014 | 輝耀姬物語             | The Tale of the Princess Kaguya          | 石作皇子                                         | 配音   |
| 2015 | 糟糕兄弟情             | The D Train                              | Oliver Lawless                                   |        |
| 2015 | 情人眼中釘             | Accidental Love                          | Scott                                            |        |
| 2015 | 嗜血灰熊               | Into the Grizzly Maze                    | 羅恩/Rowan                                       |        |
| 2015 | 凸槌三人行             | Unfinished Business                      | 吉姆史畢斯/Jim Spinch                            |        |
| 2018 |                        | Henchmen                                 | Hank                                             | 配音   |
| 2018 | 震撼真相               | Shock and Awe                            | 華倫·史特羅伯爾 / Warren Strobel                 |        |
| 2019 | 從前，有個好萊塢       | Once Upon a Time in Hollywood            | 畢·雷諾斯 / Burt Reynolds                        | 加長版 |
| 2019 | 音速小子               | Sonic the Hedgehog                       | 湯姆·華卓斯基 / Tom Wachowski                    |        |
| 2021 | 寶貝老闆2              | The Boss Baby: Family Business           | 提摩西·「提姆」·天普頓 / Timothy "Tim" Templeton | 配音   |
| 2022 | 音速小子2              | Sonic the Hedgehog 2                     | 湯姆·華卓斯基 / Tom Wachowski                    |        |
| 2022 | 曼哈頓奇緣2：幸福真諦  | Disenchanted                             | 爱德华王子 / Prince Edward                       |        |
| 2024 | 音速小子3              | Sonic the Hedgehog 3                     | 湯姆·華卓斯基 / Tom Wachowski                    |        |
| 2026 | 復仇者聯盟：末日之戰   | Avengers: Doomsday                       | 史考特·桑瑪斯／獨眼龍                            |        |

### 電視影集
| 年             | 片名                | 片名               | 角色                         | 註                                                 |
| 年             | 譯名                | 原名               | 角色                         | 註                                                 |
| -------------- | ------------------- | ------------------ | ---------------------------- | -------------------------------------------------- |
| 1993年         | 天才保姆            | The Nanny          | Eddie                        | 影集                                               |
| 1994年         |                     | Boogies Diner      | Jason                        | 影集                                               |
| 1995年         | 五口之家            | Party of Five      | Griffin Holbrook             | 影集                                               |
| 1996年, 1997年 |                     | Second Noah        | Ricky Beckett                | 影集                                               |
| 1999年         |                     | Mickey Mouse Works | Singer, Narrator, Brom Bones | 影集                                               |
| 2001年, 2002年 | 艾莉的異想世界      | Ally McBeal        | Glenn Foy                    | 影集                                               |
| 2016年         | 西方極樂園          | Westworld          | 泰迪·弗拉德 / Teddy Flood    | 影集 提名：美國演員工會獎 最佳劇情類影集整體演出獎 |
| 2018年         | 西方極樂園 (第二季) | Westworld          | 泰迪·弗拉德 / Teddy Flood    | 影集                                               |
| 2019年-至今    | 死生之交            | Dead to Me         | Steve Wood/Ben Wood          | 網飛影集                                           |
| 2020年         | 美國夫人            | Mrs. America       | Phil Crane                   | 迷你影集                                           |
| 2020年         | 末日逼近            | The Stand          | Stu Redman                   | 迷你影集                                           |

## 外部連結
- 詹姆斯·馬斯登在互联网电影资料库（IMDb）上的資料（英文）
- 《手札情緣》和《X戰警3》的訪談 （页面存档备份，存于）